# Суллорсуак (протока)
Протока Суллорсуак (старе написання: Suvdlorssuaq, дан. Vaigat) — протока на західному узбережжі Гренландії.

## Географія
Протока відокремлює півострів Нууссуак на північному сході від острова Кекертарсуак на південному заході. Водний шлях протоки з'єднує внутрішню затоку Діско на південному сході та затоку Баффін на північному заході. Острів Кекертарсуатсіак розташований у північно-східному гирлі протоки, де він виходить у затоку Баффін. На південно-східному кінці великий острів Аллуток знаходиться у витоку протоки, біля впадіння в затоку Діско.

## Історія
Археологічні розкопки в місті Кілакіцок на північно-східному узбережжі виявили існування давньої арктичної культури, названої пізніше культурою Саккак, що є археологічним позначенням найдавнішої палео-ескімоської культури на заході та південно-східній частині Гренландії. Тубільці населяли територію західно-центральної Гренландії між 2500 р. До н. Е. Та 800 р. До н. Е. 

## Поселення
Саккак — єдине поселення в цьому районі, розташоване в південній частині берега півострова Нуусуак. Колишнє вугільне поселення Квіліссат було розташоване на узбережжі острова Діско. Усе узбережжя зараз не заселене.

## Дивитися також
- Люди Туле

## Зовнішні посилання
- Вікісховище має мультимедійні дані за темою: Суллорсуак (протока)